# Pejman Bijabani
Pejman Bijabani (pers. پیمان بیابانی; ur. 4 listopada 1996) – irański, a od 2024 roku kanadyjski zapaśnik walczący w stylu wolnym. Zajął szesnaste miejsce na mistrzostwach świata w 2024. Wicemistrz panamerykański w 2024 i trzeci w 2025. Brązowy medalista mistrzostw Azji w 2019. Mistrz świata juniorów w 2016.